# Drosanthemum speciosum
Drosanthemum speciosum es una especie de planta suculenta perteneciente a la familia Aizoaceae.  Es originaria de Sudáfrica.

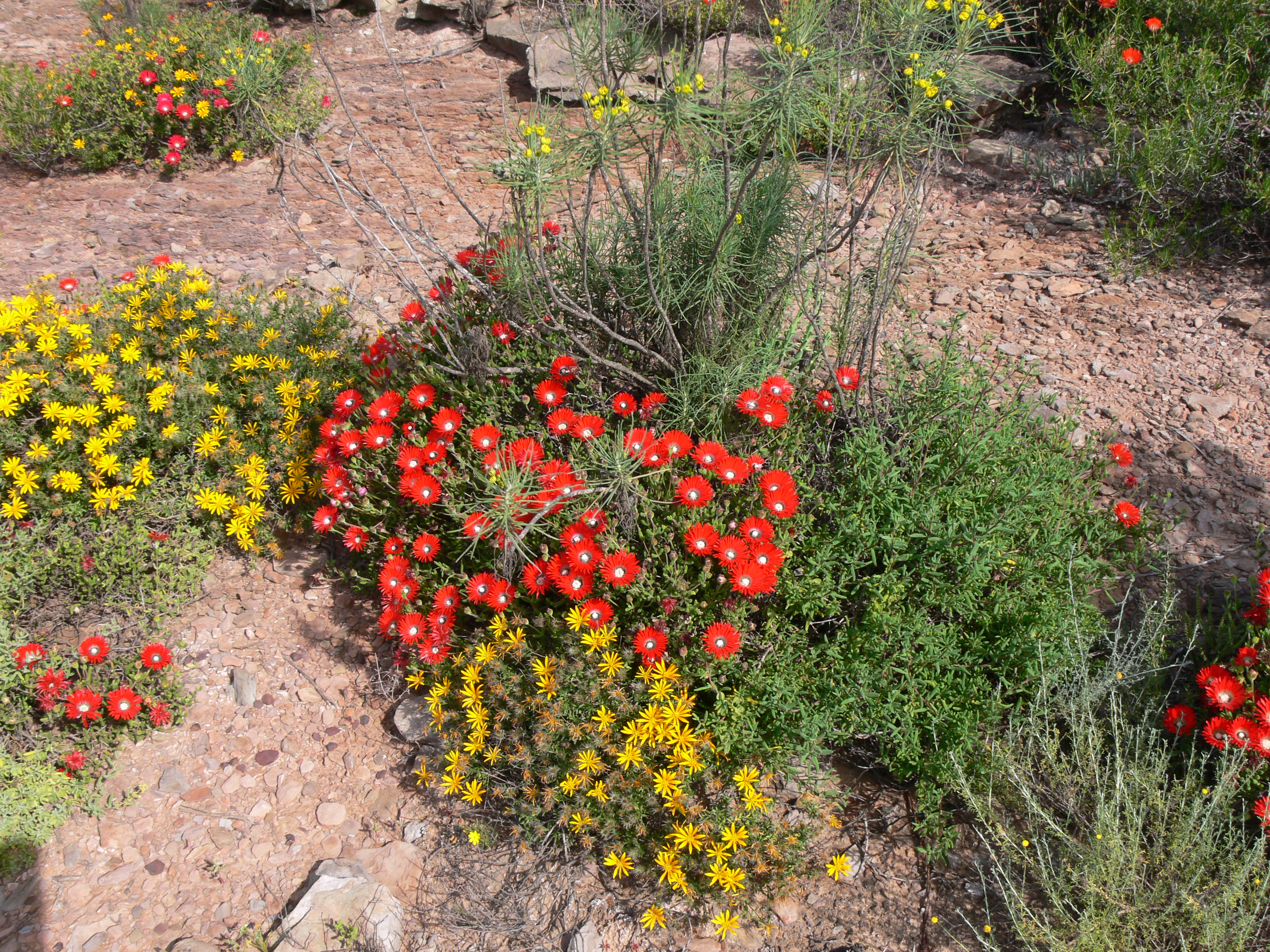
Vista de la planta

## Descripción
Es una planta suculenta perennifolia que alcanza un tamaño de 60 cm de altura a una altitud de 85 - 500  metros en Sudáfrica.

## Taxonomía
Drosanthemum speciosum fue descrito por (Haw.) Schwantes y publicado en Zeitschrift für Sukkulentenkunde. Berlin 3: 30. 1927.
Etimología
Drosanthemum: nombre genérico que deriva de las palabras griegas: drosos y anthos que significa "rocío" y "flor", que describe las células llenas de agua en las hojas de muchas especies de este género similares, de hecho, a las gotas de rocío.
speciosum: epíteto latino que significa "llamativo".
Sinonimia
- Drosanthemum pickhardii L.Bolus
- Drosanthemum splendens L.Bolus
- Mesembryanthemum speciosum Haw basónimo[3][4]